# Исмагулов, Нариман Газизович
Нариман Газизович Исмагулов (12 апреля 1925 года, Семипалатинск, Киргизская АССР, РСФСР, РСФСР, СССР — 11 января 2010 года) — врач-хирург, Герой Социалистического Труда (1969). Депутат Верховного Совета СССР 6 созыва. Заслуженный врач Казахстана. Почётный гражданин города Кустаная.

## Биография
Родился 12 апреля 1925 года в городе Семипалатинск.
В четырнадцатилетнем возрасте поступил на рабфак при Алма-Атинском медицинском институте, в 1941 году — на лечебный факультет этого института, который окончил в 1945 году.
Работал врачом на городской станции скорой помощи в Алма-Ате, потом заведующим районной больницей в посёлке Тургай Кустанайской области. В 1948 году назначен заведующим здравотделом Тургайской области. В 1950 году окончил хирургические курсы в Алма-Ате, после чего работал заведующим хирургическим отделением Кустанайской областной больницы имени Ленина.
В своей врачебной деятельности внедрял передовые методы в диагностике и профилактике заболеваний. За свои достижения в организаторской и лечебной работе был удостоен в 1969 году звания Героя Социалистического Труда.

## Награды
- Герой Социалистического Труда — указом Президиума Верховного Совета СССР от 4 февраля 1969 года.
- Орден Ленина (1969).
- Медаль «За трудовое отличие».
- Медаль «За освоение целинных земель».
- «Почётный гражданин города Кустаная» (присвоено 31 мая 1979 года).

## Память
- 15 июня 2012 года на здании Кустанайской областной больницы установлена мемориальная табличка, посвящённая Нариману Исмагулову.